# Калвария Зебжидовска
Калва̀рия Зебжидо̀вска (на полски: Kalwaria Zebrzydowska) е град в Южна Полша, Малополско войводство, Вадовишки окръг. Административен център е на градско-селската община Калварийска община. Заема площ от 5,50 км2. Част е от Краковската агломерация.

## География
Градът се намира в историческия регион Малополша. Разположен е източно от Вадовице, югозападно от Краков и североизточно от Суха Бескидзка.

## История
Селището е основано през 1617 година от краковския войвода Миколай Зебжидовски. Тогава получава и градски права.

## Население
Според данни от полската Централна статистическа служба, към 1 януари 2014 г. населението на града възлиза на 4 593 души. Гъстотата е 835 души/км2.

## Забележителности
В града се намира известния католически поклоннически център, наречен Зебжидовска калвария. През 1999 година Юнеско го вписва списъка на световното културно и природно наследство.